# Kanton Vallauris-Antibes-Ouest
Kanton Vallauris-Antibes-Ouest (fr. Canton de Vallauris-Antibes-Ouest) je francouzský kanton v departementu Alpes-Maritimes v regionu Provence-Alpes-Côte d'Azur. Tvoří ho dvě obce.

## Obce kantonu
- Antibes (západní část)
- Vallauris